# Kathy Mattea
Kathleen Alice « Kathy » Mattea (prononcer ma-TAY-a), née le 21 juin 1959 à South Charleston en Virginie-Occidentale, est une chanteuse de country américaine.

## Biographie
Kathy Mattea naît à South Charleston, en Virginie occidentale. Elle et ses deux frères grandissent dans la ville voisine de Cross Lanes. Son père travaille dans une usine chimique et sa mère est femme au foyer. Enfant, elle chante dans l'église de ses parents et, au lycée, elle se produit lors de spectacles scolaires et de réunions familiales.
En 1976, alors qu'elle étudie à l'université de Virginie-Occidentale, elle rejoint un groupe de bluegrass, et deux ans plus tard, elle abandonne ses études pour s'installer à Nashville. Pendant cette période, Kathy Mattea écoute également du folk et du bluegrass, dont elle dira plus tard qu'ils ont « formé [ses] racines » en tant qu'artiste. Elle travaille comme guide touristique au Country Music Hall of Fame, puis comme secrétaire et serveuse, pour subvenir à ses besoins tout en travaillant comme chanteuse de démo. L'auteur-compositeur, éditeur et producteur de disques Byron Hill la découvre et l'aide à signer chez Mercury Records en 1983,.

## Discographie

### Albums studio
- Kathy Mattea (1984)
- From My Heart (1985)
- Walk the Way the Wind Blows (1986)
- Untasted Honey (1987) (RIAA gold)
- Willow in the Wind (1989) (RIAA gold)
- Time Passes By (1991) (RIAA gold)
- Lonesome Standard Time (1992) (RIAA gold)
- Walking Away a Winner (1994) (RIAA gold)
- Love Travels (1997)
- The Innocent Years (2000)
- Roses (2002)
- Right Out of Nowhere (2005)
- Coal (2008)
- Calling Me Home (2012)
- Pretty Bird (2018)